# Roberto Jorge Tursi
'Roberto Jorge Tursi fue uno de los más destacados goleadores del club Almirante Brown, con 63 goles en 101 partidos (98, según otras versiones).

## Campañas y características
Jugó en Almirante Brown en las temporada 1968 y 1970 al 1972. Vistió además las camisetas de Platense y Estudiantes de Caseros aunque estaba identificado con el club de San Justo.
Era un centro delantero hábil con olfato goleador, con gran capacidad para llegar de cabeza a pesar de no ser muy alto.
Es uno de los goleadores históricos más importantes de Almirante Brown donde marcó 64 tantos en 101 presentaciones contabilizados los tres encuentros del Reclasificatorio de 1970 donde marcó 3 tantos. Esos tres goles le valieron el ingreso a las estadísticas de Primera División ya que este reclasificatorio corresponde a dicha divisional.